# En ville
Pour plus de détails, voir Fiche technique et Distribution.
En ville est un film dramatique français réalisé par Valérie Mréjen et Bertrand Schefer et sorti en France le 27 juillet 2011.

## Fiche technique
- Titre : En ville
- Réalisation : Valérie Mréjen et Bertrand Schefer
- Scénario : Valérie Mréjen et Bertrand Schefer
- Directeur de la photographie : Claire Mathon
- Monteur : Thomas Marchand
- Musique : Jean-Claude Vannier
- Mixage : Philippe Deschamps
- Chef décorateur : Aurore Casalis
- Costumière :
- Maquilleuse :
- Production : Aurora Film et Le Fresnoy, en association avec Cinémage 5
- Distribution : Shellac
- Langue : français
- Durée : 75 minutes
- Dates de sortie : 27 juillet 2011  France

## Distribution
- Lola Créton : Iris
- Stanislas Merhar : Jean
- Adèle Haenel : Isabelle
- Valérie Donzelli : Monika
- Ferdinand Régent : Alexandre
- Barthélemy Guillemard : l'ami confident
- Antoine Chappey : l'homme du bar de nuit
- Marilyne Canto : la mère d'Alexandre
- Serge Renko : le père d'Iris
- Frédéric Pierrot : le père d'Alexandre
- Pascal Cervo : l'ami de passage
- Michèle Moretti : la mère de Jean
- Stéphane Bouquet : le professeur
- Gaelle Obiégly : la convive
- Thomas Clerc : le convive
- Christophe Wavelet : le dandy
- Françoise Cousin : la femme du bar
- Katia Beaudufe : l'employée du train
- Bertrand Schefer : Jérémie
- Gilles Geenen : Gérald, le comédien
- Elisa Hildebrandt : l'Allemande Alessa

## Distinctions
- Sélectionné au Festival de Cannes 2011 dans la section Quinzaine des réalisateurs.